# Exetastes inquisitor
Exetastes inquisitor är en stekelart som beskrevs av Johann Ludwig Christian Gravenhorst 1829. Exetastes inquisitor ingår i släktet Exetastes och familjen brokparasitsteklar. Inga underarter finns listade i Catalogue of Life.